# Enrico Garbosi
Enrico Garbosi, né le 7 avril 1916, à Venise, en Italie et mort le 6 janvier 1973 à Varèse, est un joueur et entraîneur italien de basket-ball. Il évolue aux postes de meneur et d'arrière.

## Palmarès
Joueur
- Champion d'Italie 1942, 1943

Entraîneur
- Champion d'Italie 1961
- Champion d'Italie féminin 1950, 1951, 1952, 1953